# Luís Antonio González Marín
Luís Antonio González Marín (Zaragoza, 1962) es un organista, clavicembalista y musicólogo español.
González Marín comenzó sus estudios musicales en el Conservatorio Superior de Música de Zaragoza. Posteriormente, se trasladó a la Universidad de Bolonia, donde obtuvo el doctorado. Entre sus profesores se encuentran maestros del nivel de José Vicente González Valle, José Luis González Uriol, J. Willem Jansen y Salvador Mas i Conde.
En 1991 ingresó en el Departamento de Musicología de la Institución Milà i Fontanals, heredero del antiguo Instituto Español de Musicología, del Consejo Superior de Investigaciones Científicas (CSIC) en Barcelona. Es Científico Titular del CSIC en la Institución Milán y Fontanals de Investigación en Humanidades. Desde el año 2000, imparte junto a Montserrat Torrent i Serra los cursos de postgrado de Música de Tecla. Su investigación como profesor del CSIC se centra en la práctica musical española de los siglos XVII y XVIII. En 1992 creó el conjunto vocal e instrumental «Los Músicos de Su Alteza», un grupo que tiene como objetivo la recuperación y difusión de las obras más destacables del patrimonio musical español de los siglos XVII y XVIII. Entre los años 2006 y 2014 ha sido director de la revista especializada en musicología Anuario Musical.
Como solista y director ha actuado en importantes salas y festivales de varios países como Italia, Túnez, Países Bajos, Rumania, México y, por supuesto, España. Durante su trayectoria profesional ha realizado más de 150 publicaciones y es considerado como uno de los principales difusores de la música barroca española. A raíz de esta tarea ha recibido varios premios nacionales como el «Rafael Media» de Musicología en 1988, el «rey Juan Carlos I» de Humanidades en 1995, el «Fundación  Uncastillo» y el «Defensor  de Zaragoza». También es académico correspondiente de la Real Academia de Nobles y Bellas Artes de San Luis.

## Obra
- González Marín, Luis Antonio; Martínez Ramírez, Ignacio María (1990). Gigantes y cabezudos en Aragón. Ibercaja. ISBN 84-87007-18-X.
- González Marín, Luis Antonio; Martínez Ramírez, Ignacio María (1990). «El carro de Vulcano, una diversión zaragozana del siglo XVIII».  En Barreiro, Javier, ed. La línea y el tránsito : (monografías sobre cultura aragonesa). pp. 253-256. ISBN 84-7820-061-4.
- González Marín, Luis Antonio (1993). «Fuentes y método para el estudio de la música de las fiestas en la Edad Moderna».  En Ubieto Arteta, Agustín, ed. Metodología de la investigación científica sobre fuentes aragonesas : (actas de las VIII Jornadas). pp. 201-214. ISBN 84-7791-106-1.
- González Marín, Luis Antonio; González Valle, José Vicente (1998). «La música en la Seo». La Seo de Zaragoza. pp. 419-431. ISBN 84-7753-720-8.
- González Marín, Luis Antonio (2001). «Recuperación o restauración del teatro musical español del siglo XVII».  En Torrente Sánchez-Guisande, Alvaro; Casares Rodicio, Emilio Francisco, eds. La ópera en España e Hispanoamérica : una creación propia : Madrid, 29.XI-3.XII de 1999 1. pp. 59-78. ISBN 84-89457-17-4.
- González Marín, Luis Antonio; Martínez García, María del Carmen (2006). «Música para un príncipe del Renacimiento».  En Centellas Salamero, Ricardo, ed. Ferdinandus Rex Hispaniarum: príncipe del renacimiento. exposición, Zaragoza, Palacio de la Aljafería, Cortes de Aragón, 6 de octubre de 2006 a 7 de enero de 2007. pp. 83-100. ISBN 84-9703-158-X.
- González Marín, Luis Antonio (2006). «El nuevo Olimpo en Tarazona. Más apuntes para la recuperación del teatro musical español del siglo XVII».  En Ezquerro Esteban, Antonio; Heilbron Ferrer, Marc; González Marín, Luis Antonio, eds. Estudios sobre el barroco musical hispánico : (en torno a la figura del Dr. Miguel Querol). pp. págs. 89-104. ISBN 84-00-08398-9.
- González Marín, Luis Antonio (2008). «Una reflexión sobre la música de José de Nebra».  En Alonso González, Celsa; Gutiérrez González, Carmen Julia; Suárez Pajares, Javier, eds. Delantera de paraíso: estudios en homenaje a Luis G. Iberni. pp. 591-612. ISBN 978-84-89457-39-3.
- González Marín, Luis Antonio (2014). «Giacomo Casanova y la escena musical madrileña».  En Nagore Ferrer, María; Sánchez Sánchez, Víctor, eds. Allegro cum laude: estudios musicológicos en homenaje a Emilio Casares. pp. 123-132. ISBN 978-84-89457-51-5.
- González Marín, Luis Antonio (2015). «A vueltas con José de Nebra. Pensamientos sobre autorías y atribuciones».  En Capdepón Verdú, Paulino; Pastor Comín, Juan José, eds. El patrimonio musical de Castilla-La Mancha: nuevas perspectivas. pp. 91-108. ISBN 978-84-381-0492-7.
- González Marín, Luis Antonio (2017). «Músicos de nostra terra».  En Sabio Alcutén, Alberto; Lahuerta, Víctor, eds. Tejidos de vecindad: los vínculos históricos entre Aragón y Cataluña, siglos XVIII-XX. pp. 472-487. ISBN 978-84-8380-345-5.